# Żeglarstwo na Letnich Igrzyskach Olimpijskich 1980 – Finn
Regaty w klasie Finn podczas Letnich Igrzysk Olimpijskich w 1980 roku trwały od 21 do 29 lipca 1980 roku na terenie Olimpijskiego Centrum Żeglarskiego w Tallinnie. Złoto w tej konkurencji zdobył Fin Esko Rechardt. Podium uzupełnili Austriak Wolfgang Mayrhofer oraz reprezentant ZSRR Andriej Bałaszow.

## Przebieg

### Wyścig 1.
Data: 21.07.1980, godz. 13:00
| Miejsce | Zawodnik           | Czas    | Punkty   |
| ------- | ------------------ | ------- | -------- |
| 1       | Wolfgang Mayrhofer | 4:53:14 | 0 pkt    |
| 2       | Kent Carlsson      | 4:54:14 | 3 pkt    |
| 3       | Jochen Schümann    | 4:54:23 | 5,7 pkt  |
| 4       | Esko Rechardt      | 4:54:25 | 8 pkt    |
| 5       | Mark Neeleman      | 4:54:26 | 10 pkt   |
| 6       | Andriej Bałaszow   | 4:54:39 | 11,7 pkt |
| 7       | Ryszard Skarbiński | 4:54:59 | 13 pkt   |
| 8       | Peter Wilson       | 4:56:33 | 14 pkt   |
| 9       | Cláudio Biekarck   | 4:56:49 | 15 pkt   |
| 10      | Mihai Butucaru     | 4:57:12 | 16 pkt   |
| 11      | Panikos Rimis      | 4:57:21 | 17 pkt   |
| 12      | Ivor Ganahl        | 4:57:31 | 18 pkt   |
| 13      | Minski Fabris      | 4:58:30 | 19 pkt   |
| —       | Nikołaj Wasilew    | DSQ     | 28 pkt   |
| —       | Alberto Gallardo   | DSQ     | 28 pkt   |
| —       | Lasse Hjortnæs     | DSQ     | 28 pkt   |
| —       | José Luis Doreste  | DSQ     | 28 pkt   |
| —       | Ilias Chadzipawlis | DSQ     | 28 pkt   |
| —       | Juan Maegli        | DSQ     | 28 pkt   |
| —       | István Ruják       | DSQ     | 28 pkt   |
| —       | Josef Šenkýř       | DSQ     | 28 pkt   |

### Wyścig 2.
Data: 22.07.1980, godz. 13:00
| Miejsce | Zawodnik           | Czas    | Punkty   |
| ------- | ------------------ | ------- | -------- |
| 1       | Esko Rechardt      | 2:38:25 | 0 pkt    |
| 2       | Lasse Hjortnæs     | 2:38:56 | 3 pkt    |
| 3       | Jochen Schümann    | 2:38:58 | 5,7 pkt  |
| 4       | Minski Fabris      | 2:39:07 | 8 pkt    |
| 5       | Cláudio Biekarck   | 2:39:33 | 10 pkt   |
| 6       | Wolfgang Mayrhofer | 2:40:29 | 11,7 pkt |
| 7       | Ivor Ganahl        | 2:41:09 | 13 pkt   |
| 8       | István Ruják       | 2:41:26 | 14 pkt   |
| 9       | Peter Wilson       | 2:41:33 | 15 pkt   |
| 10      | Alberto Gallardo   | 2:41:37 | 16 pkt   |
| 11      | Mark Neeleman      | 2:41:46 | 17 pkt   |
| 12      | Kent Carlsson      | 2:41:49 | 18 pkt   |
| 13      | Josef Šenkýř       | 2:42:05 | 19 pkt   |
| 14      | Andriej Bałaszow   | 2:42:23 | 20 pkt   |
| 15      | Juan Maegli        | 2:43:23 | 21 pkt   |
| 16      | Ilias Chadzipawlis | 2:43:44 | 22 pkt   |
| 17      | Ryszard Skarbiński | 2:43:56 | 23 pkt   |
| 18      | Nikołaj Wasilew    | 2:46:17 | 24 pkt   |
| 19      | Mihai Butucaru     | 2:47:11 | 25 pkt   |
| —       | José Luis Doreste  | DSQ     | 28 pkt   |
| —       | Panikos Rimis      | DNS     | 28 pkt   |

| Miejsce | Zawodnik           | Punkty   |
| ------- | ------------------ | -------- |
| 1       | Esko Rechardt      | 8 pkt    |
| 2       | Jochen Schümann    | 11,4 pkt |
| 3       | Wolfgang Mayrhofer | 11,7 pkt |
| 4       | Kent Carlsson      | 21 pkt   |
| 5       | Cláudio Biekarck   | 25 pkt   |

### Wyścig 3.
Data: 23.07.1980, godz. 13:00
| Miejsce | Zawodnik           | Czas    | Punkty   |
| ------- | ------------------ | ------- | -------- |
| 1       | Cláudio Biekarck   | 4:03:20 | 0 pkt    |
| 2       | Jochen Schümann    | 4:04:06 | 3 pkt    |
| 3       | Andriej Bałaszow   | 4:05:11 | 5,7 pkt  |
| 4       | Esko Rechardt      | 4:05:38 | 8 pkt    |
| 5       | Ivor Ganahl        | 4:06:18 | 10 pkt   |
| 6       | István Ruják       | 4:07:09 | 11,7 pkt |
| 7       | Wolfgang Mayrhofer | 4:07:30 | 13 pkt   |
| 8       | Ryszard Skarbiński | 4:08:54 | 14 pkt   |
| 9       | Ilias Chadzipawlis | 4:09:00 | 15 pkt   |
| 10      | Minski Fabris      | 4:09:33 | 16 pkt   |
| 11      | Nikołaj Wasilew    | 4:10:03 | 17 pkt   |
| 12      | Mark Neeleman      | 4:10:17 | 18 pkt   |
| 13      | José Luis Doreste  | 4:12:19 | 19 pkt   |
| 14      | Josef Šenkýř       | 4:12:54 | 20 pkt   |
| 15      | Kent Carlsson      | 4:13:00 | 21 pkt   |
| 16      | Peter Wilson       | 4:13:09 | 22 pkt   |
| 17      | Juan Maegli        | 4:13:10 | 23 pkt   |
| 18      | Mihai Butucaru     | 4:13:31 | 24 pkt   |
| 19      | Alberto Gallardo   | 4:15:03 | 25 pkt   |
| 20      | Panikos Rimis      | 4:15:14 | 26 pkt   |
| 21      | Lasse Hjortnæs     | 4:16:04 | 27 pkt   |

| Miejsce | Zawodnik           | Punkty   |
| ------- | ------------------ | -------- |
| 1       | Jochen Schümann    | 14,4 pkt |
| 2       | Esko Rechardt      | 16 pkt   |
| 3       | Wolfgang Mayrhofer | 24,7 pkt |
| 4       | Cláudio Biekarck   | 25 pkt   |
| 5       | Andriej Bałaszow   | 37,4 pkt |

### Wyścig 4.
Data: 24.07.1980, godz. 13:00
| Miejsce | Zawodnik           | Czas    | Punkty   |
| ------- | ------------------ | ------- | -------- |
| 1       | Andriej Bałaszow   | 2:54:50 | 0 pkt    |
| 2       | Lasse Hjortnæs     | 2:55:10 | 3 pkt    |
| 3       | José Luis Doreste  | 2:55:27 | 5,7 pkt  |
| 4       | Kent Carlsson      | 2:56:09 | 8 pkt    |
| 5       | István Ruják       | 2:56:25 | 10 pkt   |
| 6       | Ryszard Skarbiński | 2:56:52 | 11,7 pkt |
| 7       | Mark Neeleman      | 2:57:01 | 13 pkt   |
| 8       | Jochen Schümann    | 2:57:09 | 14 pkt   |
| 9       | Ivor Ganahl        | 2:57:54 | 15 pkt   |
| 10      | Mihai Butucaru     | 2:58:17 | 16 pkt   |
| 11      | Wolfgang Mayrhofer | 2:58:31 | 17 pkt   |
| 12      | Ilias Chadzipawlis | 2:58:49 | 18 pkt   |
| 13      | Cláudio Biekarck   | 2:58:59 | 19 pkt   |
| 14      | Minski Fabris      | 2:59:09 | 20 pkt   |
| 15      | Josef Šenkýř       | 3:00:06 | 21 pkt   |
| 16      | Nikołaj Wasilew    | 3:00:50 | 22 pkt   |
| 17      | Peter Wilson       | 3:02:21 | 23 pkt   |
| 18      | Alberto Gallardo   | 3:02:56 | 24 pkt   |
| 19      | Juan Maegli        | 3:03:19 | 25 pkt   |
| 20      | Panikos Rimis      | 3:09:57 | 26 pkt   |
| —       | Esko Rechardt      | DSQ     | 28 pkt   |

| Miejsce | Zawodnik           | Punkty   |
| ------- | ------------------ | -------- |
| 1       | Jochen Schümann    | 28,4 pkt |
| 2       | Andriej Bałaszow   | 37,4 pkt |
| 3       | Wolfgang Mayrhofer | 41,7 pkt |
| 4       | Cláudio Biekarck   | 44 pkt   |
| 4       | Esko Rechardt      | 44 pkt   |

### Wyścig 5.
Data: 27.07.1980, godz. 13:00
| Miejsce | Zawodnik           | Czas    | Punkty   |
| ------- | ------------------ | ------- | -------- |
| 1       | Ilias Chadzipawlis | 2:37:36 | 0 pkt    |
| 2       | Wolfgang Mayrhofer | 2:38:08 | 3 pkt    |
| 3       | Esko Rechardt      | 2:38:16 | 5,7 pkt  |
| 4       | Kent Carlsson      | 2:38:46 | 8 pkt    |
| 5       | Andriej Bałaszow   | 2:39:04 | 10 pkt   |
| 6       | Ryszard Skarbiński | 2:39:07 | 11,7 pkt |
| 7       | Jochen Schümann    | 2:39:16 | 13 pkt   |
| 8       | Lasse Hjortnæs     | 2:40:06 | 14 pkt   |
| 9       | Cláudio Biekarck   | 2:40:15 | 15 pkt   |
| 10      | Juan Maegli        | 2:40:25 | 16 pkt   |
| 11      | Josef Šenkýř       | 2:41:14 | 17 pkt   |
| 12      | István Ruják       | 2:41:53 | 18 pkt   |
| 13      | Mihai Butucaru     | 2:43:01 | 19 pkt   |
| 14      | Nikołaj Wasilew    | 2:43:22 | 20 pkt   |
| 15      | Peter Wilson       | 2:43:45 | 21 pkt   |
| 16      | Alberto Gallardo   | 2:43:46 | 22 pkt   |
| 17      | Ivor Ganahl        | 2:44:05 | 23 pkt   |
| 18      | Mark Neeleman      | 2:45:50 | 24 pkt   |
| —       | Panikos Rimis      | DNF     | 28 pkt   |
| —       | José Luis Doreste  | DNF     | 28 pkt   |
| —       | Minski Fabris      | DNF     | 28 pkt   |

| Miejsce | Zawodnik           | Punkty   |
| ------- | ------------------ | -------- |
| 1       | Jochen Schümann    | 41,4 pkt |
| 2       | Wolfgang Mayrhofer | 44,7 pkt |
| 3       | Andriej Bałaszow   | 47,4 pkt |
| 4       | Esko Rechardt      | 49,7 pkt |
| 5       | Kent Carlsson      | 58 pkt   |

### Wyścig 6.
Data: 28.07.1980, godz. 13:00
| Miejsce | Zawodnik           | Czas    | Punkty   |
| ------- | ------------------ | ------- | -------- |
| 1       | Esko Rechardt      | 2:36:18 | 0 pkt    |
| 2       | Wolfgang Mayrhofer | 2:36:32 | 3 pkt    |
| 3       | Kent Carlsson      | 2:37:08 | 5,7 pkt  |
| 4       | Mark Neeleman      | 2:37:29 | 8 pkt    |
| 5       | Cláudio Biekarck   | 2:38:17 | 10 pkt   |
| 6       | Minski Fabris      | 2:38:34 | 11,7 pkt |
| 7       | Jochen Schümann    | 2:39:17 | 13 pkt   |
| 8       | José Luis Doreste  | 2:40:34 | 14 pkt   |
| 9       | Ryszard Skarbiński | 2:40:51 | 15 pkt   |
| 10      | Ilias Chadzipawlis | 2:41:53 | 16 pkt   |
| 11      | Ivor Ganahl        | 2:42:25 | 17 pkt   |
| 12      | István Ruják       | 2:42:41 | 18 pkt   |
| 13      | Josef Šenkýř       | 2:42:56 | 19 pkt   |
| 14      | Alberto Gallardo   | 2:42:57 | 20 pkt   |
| 15      | Juan Maegli        | 2:43:29 | 21 pkt   |
| 16      | Andriej Bałaszow   | 2:44:47 | 22 pkt   |
| 17      | Peter Wilson       | 2:46:06 | 23 pkt   |
| 18      | Lasse Hjortnæs     | 2:46:54 | 24 pkt   |
| 19      | Mihai Butucaru     | 2:47:04 | 25 pkt   |
| 20      | Panikos Rimis      | 2:49:23 | 26 pkt   |
| —       | Nikołaj Wasilew    | DNF     | 28 pkt   |

| Miejsce | Zawodnik           | Punkty   |
| ------- | ------------------ | -------- |
| 1       | Wolfgang Mayrhofer | 47,7 pkt |
| 2       | Esko Rechardt      | 49,7 pkt |
| 3       | Jochen Schümann    | 54,4 pkt |
| 4       | Kent Carlsson      | 63,7 pkt |
| 5       | Cláudio Biekarck   | 69 pkt   |

### Wyścig 7.
Data: 29.07.1980, godz. 13:00
| Miejsce | Zawodnik           | Czas    | Punkty   |
| ------- | ------------------ | ------- | -------- |
| 1       | Andriej Bałaszow   | 2:58:30 | 0 pkt    |
| 2       | Cláudio Biekarck   | 2:59:22 | 3 pkt    |
| 3       | Ryszard Skarbiński | 2:59:59 | 5,7 pkt  |
| 4       | Josef Šenkýř       | 3:00:41 | 8 pkt    |
| 5       | Mark Neeleman      | 3:00:46 | 10 pkt   |
| 6       | István Ruják       | 3:01:15 | 11,7 pkt |
| 7       | Nikołaj Wasilew    | 3:01:28 | 13 pkt   |
| 8       | Mihai Butucaru     | 3:01:34 | 14 pkt   |
| 9       | Esko Rechardt      | 3:01:43 | 15 pkt   |
| 10      | Wolfgang Mayrhofer | 3:03:27 | 16 pkt   |
| 11      | Minski Fabris      | 3:04:24 | 17 pkt   |
| 12      | Ilias Chadzipawlis | 3:04:25 | 18 pkt   |
| 13      | Juan Maegli        | 3:04:51 | 19 pkt   |
| 14      | Alberto Gallardo   | 3:05:06 | 20 pkt   |
| 15      | Peter Wilson       | 3:05:47 | 21 pkt   |
| 16      | Jochen Schümann    | 3:07:27 | 22 pkt   |
| 17      | Ivor Ganahl        | 3:08:36 | 23 pkt   |
| 18      | Panikos Rimis      | 3:09:48 | 24 pkt   |
| —       | Lasse Hjortnæs     | DNF     | 28 pkt   |
| —       | José Luis Doreste  | DNF     | 28 pkt   |
| —       | Kent Carlsson      | DNF     | 28 pkt   |

## Klasyfikacja końcowa

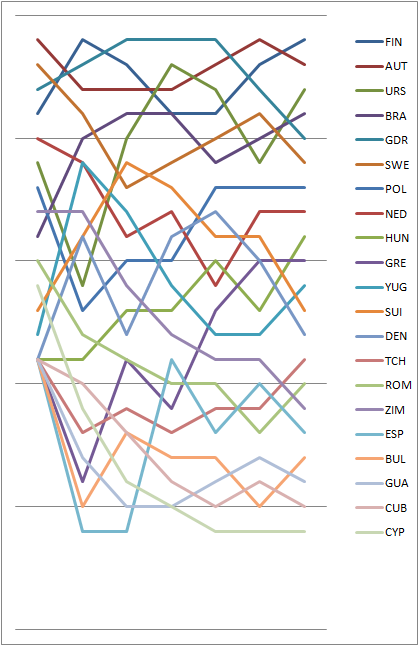
Wykres ukazujący pozycje zawodników po danym dniu rywalizacji.

| Miejsce | Zawodnik           | Miejsce i punkty w wyścigu | Miejsce i punkty w wyścigu | Miejsce i punkty w wyścigu | Miejsce i punkty w wyścigu | Miejsce i punkty w wyścigu | Miejsce i punkty w wyścigu | Miejsce i punkty w wyścigu | Punkty    |
| Miejsce | Zawodnik           | 1                          | 2                          | 3                          | 4                          | 5                          | 6                          | 7                          | Punkty    |
| ------- | ------------------ | -------------------------- | -------------------------- | -------------------------- | -------------------------- | -------------------------- | -------------------------- | -------------------------- | --------- |
| złoto   | Esko Rechardt      | 4. 8 pkt                   | 1. 0 pkt                   | 4. 8 pkt                   | DQ 28 pkt                  | 3. 5,7 pkt                 | 1. 0 pkt                   | 9. 15 pkt                  | 36,7 pkt  |
| srebro  | Wolfgang Mayrhofer | 1. 0 pkt                   | 6. 11,7 pkt                | 7. 13 pkt                  | 11. 17 pkt                 | 2. 3 pkt                   | 2. 3 pkt                   | 10. 16 pkt                 | 46,7 pkt  |
| brąz    | Andriej Bałaszow   | 6. 11,7 pkt                | 14. 20 pkt                 | 3. 5,7 pkt                 | 1. 0 pkt                   | 5. 10 pkt                  | 16. 22 pkt                 | 1. 0 pkt                   | 47,4 pkt  |
| 4       | Cláudio Biekarck   | 9. 15 pkt                  | 5. 10 pkt                  | 1. 0 pkt                   | 13. 19 pkt                 | 9. 15 pkt                  | 5. 10 pkt                  | 2. 3 pkt                   | 53 pkt    |
| 5       | Jochen Schümann    | 3. 5,7 pkt                 | 3. 5,7 pkt                 | 2. 3 pkt                   | 8. 14 pkt                  | 7. 13 pkt                  | 7. 13 pkt                  | 16. 22 pkt                 | 54,4 pkt  |
| 6       | Kent Carlsson      | 2. 3 pkt                   | 12. 18 pkt                 | 15. 21 pkt                 | 4. 8 pkt                   | 4. 8 pkt                   | 3. 5,7 pkt                 | DNF 28 pkt                 | 63,7 pkt  |
| 7       | Ryszard Skarbiński | 7. 13 pkt                  | 17. 23 pkt                 | 8. 14 pkt                  | 6. 11,7 pkt                | 6. 11,7 pkt                | 9. 15 pkt                  | 3. 5,7 pkt                 | 71,1 pkt  |
| 8       | Mark Neeleman      | 5. 10 pkt                  | 11. 17 pkt                 | 12. 18 pkt                 | 7. 13 pkt                  | 18. 24 pkt                 | 4. 8 pkt                   | 5. 10 pkt                  | 76 pkt    |
| 9       | István Ruják       | DQ 28 pkt                  | 8. 14 pkt                  | 6. 11,7 pkt                | 5. 10 pkt                  | 12. 18 pkt                 | 12. 18 pkt                 | 6. 11,7 pkt                | 83,4 pkt  |
| 10      | Ilias Chadzipawlis | DQ 28 pkt                  | 16. 22 pkt                 | 9. 15 pkt                  | 12. 18 pkt                 | 1. 0 pkt                   | 10. 16 pkt                 | 12. 18 pkt                 | 89 pkt    |
| 11      | Minski Fabris      | 13. 19 pkt                 | 4. 8 pkt                   | 10. 16 pkt                 | 14. 20 pkt                 | DNF 28 pkt                 | 6. 11,7 pkt                | 11. 17 pkt                 | 91,7 pkt  |
| 12      | Ivor Ganahl        | 12. 18 pkt                 | 7. 13 pkt                  | 5. 10 pkt                  | 9. 15 pkt                  | 17. 23 pkt                 | 11. 17 pkt                 | 17. 23 pkt                 | 96 pkt    |
| 13      | Lasse Hjortnæs     | DQ 28 pkt                  | 2. 3 pkt                   | 21. 27 pkt                 | 2. 3 pkt                   | 8. 14 pkt                  | 18. 24 pkt                 | DNF 28 pkt                 | 99 pkt    |
| 14      | Josef Šenkýř       | DQ 28 pkt                  | 13. 19 pkt                 | 14. 20 pkt                 | 15. 21 pkt                 | 11. 17 pkt                 | 13. 19 pkt                 | 4. 8 pkt                   | 104 pkt   |
| 15      | Mihai Butucaru     | 10. 16 pkt                 | 19. 25 pkt                 | 18. 24 pkt                 | 10. 16 pkt                 | 13. 19 pkt                 | 19. 25 pkt                 | 8. 14 pkt                  | 114 pkt   |
| 16      | Peter Wilson       | 8. 14 pkt                  | 9. 15 pkt                  | 16. 22 pkt                 | 17. 23 pkt                 | 15. 21 pkt                 | 17. 23 pkt                 | 15. 21 pkt                 | 116 pkt   |
| 17      | José Luis Doreste  | DQ 28 pkt                  | DQ 28 pkt                  | 13. 19 pkt                 | 3. 5,7 pkt                 | DNF 28 pkt                 | 8. 14 pkt                  | DNF 28 pkt                 | 122,7 pkt |
| 18      | Nikołaj Wasilew    | DQ 28 pkt                  | 18. 24 pkt                 | 11. 17 pkt                 | 16. 22 pkt                 | 14. 20 pkt                 | DNF 28 pkt                 | 7. 13 pkt                  | 124 pkt   |
| 19      | Juan Maegli        | DQ 28 pkt                  | 15. 21 pkt                 | 17. 23 pkt                 | 19. 25 pkt                 | 10. 16 pkt                 | 15. 21 pkt                 | 13. 19 pkt                 | 125 pkt   |
| 20      | Alberto Gallardo   | DQ 28 pkt                  | 10. 16 pkt                 | 19. 25 pkt                 | 18. 24 pkt                 | 16. 22 pkt                 | 14. 20 pkt                 | 14. 20 pkt                 | 127 pkt   |
| 21      | Panikos Rimis      | 11. 17 pkt                 | DNS 28 pkt                 | 20. 26 pkt                 | 20. 26 pkt                 | DNF 28 pkt                 | 20. 26 pkt                 | 18. 24 pkt                 | 147 pkt   |